# Adele Goldberg
Adele Goldberg   (Cleveland, 7 de juliol de 1945) és una científica de la computació que ha participat en el desenvolupament del llenguatge de programació Smalltalk-80 i diversos conceptes relacionats amb la programació orientada a objectes.
Va obtenir la seva llicenciatura en Matemàtiques a la Universitat de Michigan i un màster en Ciències Informàtiques a la Universitat de Chicago. Va fer el doctorat en Informàtica a la Universitat de Chicago el 1973. Ha treballat com a investigadora a la Universitat Stanford. També va treballar al Centre de Recerca de Xerox a Palo Alto, PARC, en la dècada de 1970.